# 雙魚宮
雙魚宮是占星术黃道十二宮之第十二宮，亦即最後一宮，天文符號為♓，指的是出生日期為雨水後至春分前，約為每年2/19~3/20；天文學對應的星座是雙魚座。雙魚宮的守護星為海王星，代表色為水藍色。雙魚宮的附庸星（也門占星學）為金星，代表金星的表面及大氣層。而在密宗占星學中，雙魚宮的神秘守護星及層次守護星為冥王星。

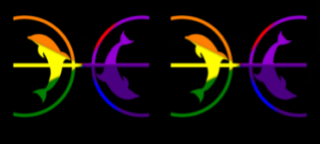

## 符號及象徵
在雙魚宮符號是兩條連結一起的魚，一條向上一條向下，代表善良與邪惡，或現實與夢幻，亦代表人的兩隻腳掌。金星是雙魚宮的擢升守護星（與也門占星學的附庸星相同）。
雙魚座是屬陰性、水象的變動星座，意象為恢宏的靈性（精神）海洋。
占星术認為直至 2150 年人類處於雙魚座年代，2150 年開始進入寶瓶座年代（參見新紀元運動）。

### 符號編碼
雙魚宮符號編碼記載於雜項符號。
- U+2653 ♓ PISCES

## 典型特徵
同情，慈悲，多愁善感，愛幻想，浪漫